# بلانبان

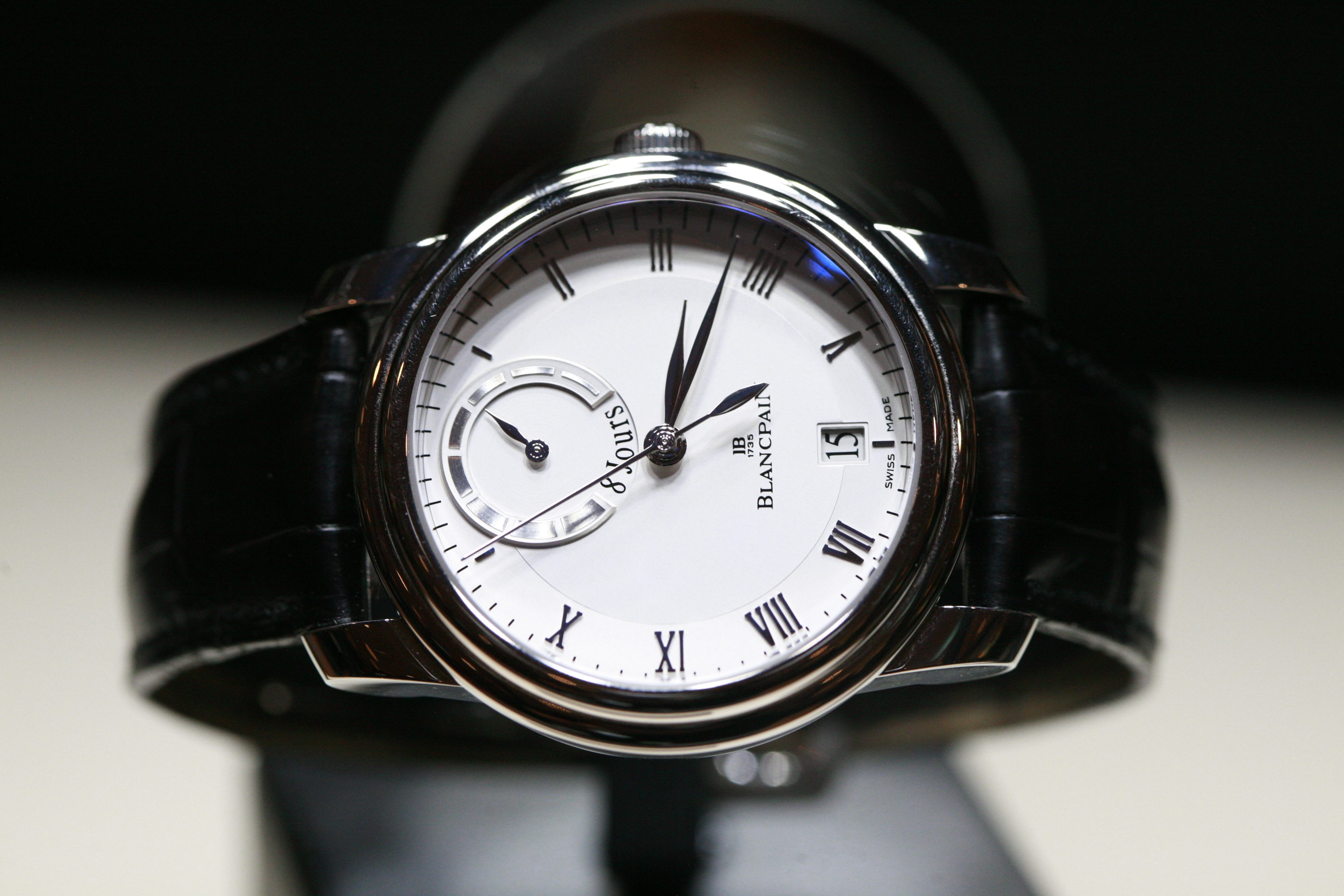
ساعة بلانبان

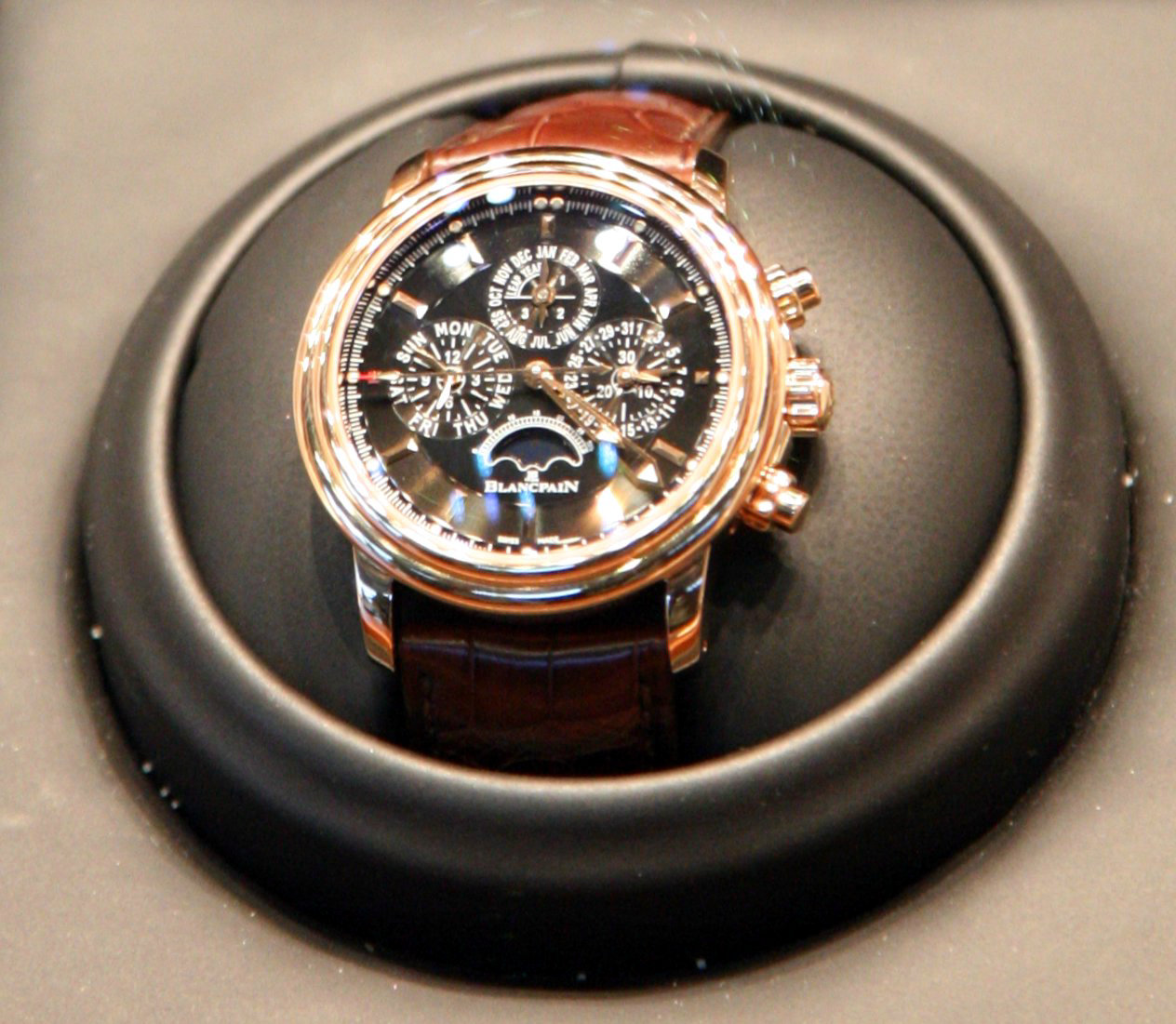
ساعة بلانبان

بلانبان (بالفرنسية: Blancpain) هي شركة ساعات يدوية سويسرية فاخرة تتبع مجموعة سواتش. تتساوى مكانة شركة بلانبان مع مكانة شركة الساعات الأخرى بريغيه والتي هي الأخرى تابعة لمجموعة سواتش.

## التاريخ
تم تأسيس هذه العلامة التجارية في 1735  في فيلريه (كانتون برن) من قبل جيهان جاك بلانبان.

في أزمة صناعة الساعات في السنوات 1970، أصبحت الشركة في أيدي الشركة السويسرية لصناعة الساعات، ثم أخيرا اشتراها السويسري من أصل لوكسمبورغي جان كلود بيفار وجاك بيجيه في 1983 وأعادوا تنشيطها، وأصبحت علامة تجارية فاخرة، ومزجت بين الطراز المعاصر والفن التقليدي لمنظر وصناعة الساعات. وبعد ذلك إنضمت الشركة لمجموعة سواتش.

اليوم، توجد مصانع الشركة في مدينة لو براسو (فالي دو جو) أين وجدت الشركة من قبل، وكذلك في مدينة بوداكس. في 2007، كان مدير الشركة هو مارك الكسندر حايك ابن نيكولا حايك.

تم توسيع العلامة التجارية مع تغيير إسمها من شركة فريديريك بيغيه المحدودة إلى بلانبان، وجاء هذا التغيير رغبة من نيكولا حايك.

## أنواع الساعات

### المجموعات
لدى بلانبان ستة أنواع من المجموعات وكل واحدة منها تحتوي على عدة طرازات وهم:
- لو براسوس (LE BRASSUS): تحتوي على 8 طرازات.
- فيلريه (VILLERET): تحتوي على 79 طراز.
- ليمان أو جنيف (LÉMAN): تحتوي على 22 طراز.
- خمسين قامة أو فيفتي فاتومس (FIFTY FATHOMS): تحتوي على 41 طراز.
- التطور أو ليفوليسيون (L-EVOLUTION): تحتوي على 25 طراز.
- المرأة أو وومن (WOMEN): تحتوي على 41 طراز

### المعقدة
يوجد لدى بلانبان 11 نوعا من الساعات المعقدة وكل واحدة منهم لديها بدورها عدة طرازات:
- التقويم الصيني التقليدي: طرازين.
- كاروسال تكرار الدقائق: طرازين.
- كاروسال تحلق دقيقة واحدة: طرزاين.
- الكرونوغراف المرتد: 5 طرازات.
- منطقة زمنية مزدوجة: 21 طراز.
- التاريخ الكبير: 26 طراز.
- مرحلة القمر: 42 طراز.
- التقويم السنوي: طرزاين.
- التقويم الكامل: 31 طراز.
- المنبه: 14 طراز.
- النحيفة: 42 طراز.

## الطرازات الشهيرة
شكل الساعة كان دائما مدورا. في السنوات 1990، كان الشعار هذه العلامة التجارية (تم التخلي عنه اليوم، ولكن لا يزال ذو صلة بالشركة) المعلن عنه هو: «منذ 1735، لم يكن يوجد ساعة بلانبان بخاصية كوارتز، ولن يوجد».

تحت إدارة جان كلود بيفار، ركزت الشركة إتصالاتها على الاحترام الغير دقيق أو الغير ملموس لتقاليد صناعة الساعات، وعززت قدرتها في تعلم استعمال التكنولوجيا، خاصة مع سلسلة «روائع الفن الساعاتي المعلمة الستة»، يعني:
- النحافة؛
- مرحلة القمر؛
- التقويم الدائم؛
- جهاز التوقيت (الكرونغراف) المرتد؛
- الدوامة (التوربيون)؛
- تكرار الدقائق؛

في 1991، استمرت الشركة بانتهاج طريقة التكنولوجيا بإنتاج نموذج «1735»، الذي يجمع جميع المكونات المعقدة لهذه السلسلة.

حاليا، سلسلة «التمجيد الزمني» التي حلت محل سلسلة «روائع الفن الساعاتي المعلمة الستة» مع إضافة تعقيدتين أخريين، وتقويم ثاني و«معادلة مسيرة نقية ذات تقويم دائم».

### الفيفتي فاتومس (أو خمسين قامة)
أحد أشهر نماذج وطرازات شركة بلانبان هو «فيفتي فاتومس»، أول ساعة غوص، أنشأت في 1953، لسباحي المعارك حيث يمكن الغوص بها حتى 50 قامة تحت البحر، ومن هذا جاء إسمها. يمكننا رؤية هذه الساعة على القائد جاك إيف كوستو في فيلم العالم الصامت .

أخر نسخة صدرت من فيفتي فاتومس كانت في 2007، كانت ساعة أوتوماتيكية باحتياطي طاقة يقدر ب144 ساعة.

تتحمل الغوص تحت 300 متر، وكانت من الحديد أو من الذهب الأحمر.

### الساعات الجنسية
تعرف ماركة بلانبان بساعاتها الجنسية  حيث تنحت في واجهة الساعة صور للعمليات الجنسية بين الرجل والمرأة.
في 19 نوفمبر 1994، تم سرقت عدة ساعات جنسية تابعة لبلانبان من المتحف الألماني في ميونخ أثناء عملية سطو. تم إيجاد هذه الساعات في 1998 في نيوشاتل، حيث كان أحد مستقبلي هذه الساعات يبيعها في السوق، وكانت القطع في حالة سيئة للغاية.

## الرياضة
في 2011، أعطت بلانبان إسمها لمسابقة سيارات أوروبية وهي سلسلة بلانبان للتحمل.

## روابط خارجية
- الموقع الرسمي.
- تاريخ ساعة بلانبان[وصلة مكسورة].
- الفيفتي فاتومس.